# Nicoletta Spelgatti

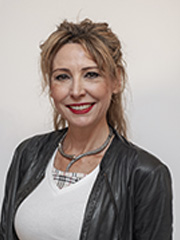
Nicoletta Spelgatti

Nicoletta Spelgatti (* 28. Juli 1971 in Aosta) ist eine italienische Politikerin der Lega. Sie war die erste Frau, die in das Amt des Präsidenten des Regionalrats der Autonomen Region Aostatal gewählt wurde.

## Leben
Nicoletta Spelgatti wurde in Aosta geboren und ist Rechtsanwältin. Im Jahr 2011 wurde sie zur Rechtskonsulentin der Fraktion der Lega Nord in der Camera dei deputati ernannt. Von 2014 bis 2017 präsidierte sie die Sektion Aostatal der Lega Salvini Vallée d’Aoste.
Bei den Stadtratswahlen in Aosta 2015 kandidierte sie auch für das Amt des Bürgermeisters bei dieser Wahl kam sie auf den dritten Platz und wurde damit Mitglied des Stadtrats. In den Regionalwahlen im Aostatal 2018 erhielt sie einen Sitz im Regionalrat.
Am 27. Juni 2018 gewann Nicoletta Spelgatti die Wahl zum Präsidenten des Regionalrats der Autonomen Region Aostatal. Sie war die erste Frau in diesem Amt und wurde bei der Wahl von den Parteien Lega, Stella Alpina-Pour notre Vallée PNV, Autonomie Liberté Participation Écologie ALPE und Mouv’ unterstützt. Erstmals war die Lega stärkste Kraft im Parteienspektrum des Aostatals. Als im November 2018 die bunte Koalition wegen internen Spannungen wieder auseinanderbrach und die Mehrheit im Regionalrat verlor, unterlag Nicoletta Spelgatti einem Misstrauensvotum und musste von ihrem Amt zurücktreten. Ihr Nachfolger wurde Antonio Fosson.